# Tsingshan Holding Group
Tsingshan Holdings Group (en chino: 青山控股, ching-shan) es una empresa privada china de la industria del acero inoxidable y el níquel.

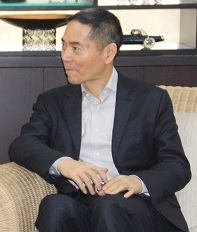
Xiang Guangda en 2017

La compañía fue fundada en 1988 por Xiang Guangda en Wenzhou. Se incorporó a la industria del níquel de Indonesia en 2009.
En 2023 tuvo una producción de acero de 16.3 millones de toneladas.
Entre sus activos se encuentran:
- Bases para la fundición de aleaciones de níquel-cromo, fundición de acero inoxidable y laminación de acero en las ciudades de Lishui, Fuyang, Yangjiang y Qingyuan.
- Una participación en el Parque Industrial Morowali: una instalación de procesamiento de níquel con al menos 20 fundiciones en Morowali Regency, Sulawesi, Indonesia, parte de la Iniciativa de la Franja y la Ruta.[4][5]
- Minas de mineral de cromo en Zimbabwe.
- Puntos de venta en Foshan, Wenzhou, Shanghai y Wuxi.[6]

Tsingshan ocupó el puesto 279 en la lista Fortune Global 500 en 2021. Ha sido descrito como el mayor productor de níquel del mundo.
A principios de 2022, Tsingshan experimentó dificultades financieras después de reducir el precio del níquel, solo para verlo subir. La empresa sufrió pérdidas de alrededor de mil millones de dólares y posteriormente disolvió su equipo interno de negociación de futuros.